# Список пластових таборів
Список пластових таборів — заходів «Пласту» національної скаутської організації України.

## Всеукраїнські (крайові) табори для юнацтва

### Герць
Місце таборування: центральні області України.
Час проведення: серпень
Опис табору: Табір покликаний популяризувати кінне пластування, шляхом базового вивчення верхової їзди, їзди підводою; плекання козацьких традицій, шляхом фізичного загартування юнацтва, удосконалення навичок життя в природі, вмілостей "практичного пластування", духовного розвитку особистості, історичного виховання юнацтва через ознайомлення з історією і пам'ятками українського козацтва.
Вимоги до учасників: Вік від 14 років, ступінь не нижче учасника/ці.

### Легіон
Місце таборування: Західна Україна
Час проведення: серпень
Опис табору: Мета крайового виховно-вишкільного табору Легіону — всебічна підготовка юнаків до самозарадності та практичного пластування в умовах сучасного світу на основі плекання традицій українського лицарства, освоєння передових досягнень інформаційних технологій та ефективного командного менеджменту. Загальні напрямки програми: впоряд, етикет, психологічна підготовка, фізична підготовка, тактична підготовка.
Вимоги до учасників: Вік від 15 років, ступінь не нижче пластуна учасника.

### Вовча школа
Місце таборування: Державний історико-культурний заповідник «Тустань»
Час проведення: серпень
Опис табору: Мета КВВЕТ «Вовча Школа» — розвиток екологічного пластування, а саме: сприяння накопиченню юнацтвом екологічних знань, виховання любові до природи, прагнення берегти і примножувати її багатства, здобуття практичних навичок таборування й діяльності в природі без завдання шкоди довкіллю. Дану мету передбачається досягти шляхом проведення теренових ігор та змагів, серії тематичних інструктажів та гутірок. Серед наголосів — організація низки занять з практичного пластування, забезпечення умов для виконання вимог вмілостей екологічного спрямування.
Вимоги до учасників: Вік від 14 років, ступінь не нижче учасника.

### Метаморфози
Місце таборування: поблизу с. Дубриничі, Перечинського р-ну, Закарпатська область
Час проведення: серпень
Опис табору: Основною ідеєю цього табору буде етнографічне спрямування народностей, які проживають в гірській місцевості. Отже, табір буде відбуватися у гірській місцевості, на Косівщині. Очевидно, основна увага буде приділена гірським етнографічним зонам України. Легенда табору буде змінюватися відповідно до тієї народності, яку розглядатимемо в той чи інший день. Загальні напрямки: 1. вузько мистецькі ділянки, поезія, проза, танець, спів, музика, моделювання костюму, квілінг, витинанка, писанкарство тощо); 2. ділянки культорологічного спрямування (історія мистецтва, етнозони, культорологічний аналіз); 3. гутірки пластового спрямування (впоряд, табірництво); 4. ватри, імпрези; 5. екскурсії, супервізії.
Вимоги до учасників: Вік від 15 років, ступінь не нижче учасника/ці.

### Говерля
Місце таборування: Українські Карпати, Надвірнянський, Косівський райони Івано-Франківської області, Вижницький район Закарпатської області
Час проведення: серпень
Опис табору: Мета табору популяризація спортивного туризму в Пласті шляхом підготовки кваліфікованих інструкторів і провідників груп, відповідно до державних вимог встановлених Федерацією спортивного туризму України. Легенда табору: Базується на історії карпатської Групи УПА «Говерля», що вела бойові дії на території Закарпатської та Івано-Франківських областей. Матеріали легенди викладені у 18 і 19 томах Літопису УПА Загальні напрямки: 1. Семінар початкової туристської підготовки згідно з рекомендованим Федерацією спортивного туризму України планом проведення. 2. Перший етап категорійного пішохідного походу І категорії складності. 3. Днівка, перепочинок, закріплення теоретичного курсу семінару ПТП. 4. Другий етап категорійного пішохідного походу І категорії складності.
Вимоги до учасників: Вік від 14 років, ступінь не нижче учасника/ці.

### Крайовий вишкільний табір (КВТ)
Місце таборування: Поблизу пластової оселі-музею «Сокіл», а саме: Україна, Івано-Франківська область, Рожнятівський район, урочище р. Тодір (поблизу с. Кузьминець).
Опис табору: Кваліфікаційний крайовий табір для зарахування третьої пластової проби УПЮ «Пластуна скоба/пластунки вірлиці». Перевірка набутих знань у формі ігор, теренових змагів та інших пластових занять, мандрівок. Також здійснюється оцінка загальної пластової постави, дотримання пластового закону та рівень пластового світогляду. Важливими елементами табору є самостійне планування та проведення юнаками та юначками занять (ігор, теренових змагів), а також деякі моменти юнацького самоврядування, які виступають основою виховання майбутніх провідників, лідерів. Програма табору поділена на такі частини: інструкторська ділянка — подання теоретичних та практичних знань; програма з самозарадності; програма практичного пластування.
Вимоги до учасників: Вік 16-17 років. За виняткових обставин, можлива участь і молодших юнаків/чок, але лише у разі, коли точка «відбути КВТ» є останньою не виконаною точкою в пробі. Участь 18-ти річних юнаків/чок можлива лиши при наявності дозволу крайового референта третьої проби на подовження строку здачі третьої проби.
- пластовий ступінь — розвідувач/ка.
- кількість зданих точок в третій пробі — 50 % і більше[4].

### Клич Лицарів
Час табору: перша половина серпня
Опис табору: Клич Лицарів — це табір, який залишиться у вашій пам'яті на все життя. Основні спрямування табору — це практичне пластування, життя та виховання в природі. Цей табір — унікальна нагода підготуватись до здачі, а також здати пластові проби.
Напрямки, яким приділена особлива увага на таборі:
- табірництво;
- мандрівництво;
- піонірка;
- ПМД;
- самовиживання.

Організація побуту та діяльності організована по IV-ьох підтаборах (відносно статі та проби).
Вимоги до учасників: юнаки та юначки від 12 років, які складають І-шу та ІІ-гу пластові проби. 
Організатори: 12 курінь УСП та 46 УПС «Рутенія» та 47 курінь УПС «Вовча ліга».

### Світанкові Віхи
Час таборування: Серпень.
Вимоги: бути учасником(-цею), проте одного року були допущені прихильники.
Короткий опис: 
- Табір історичної специлізації, відтворяє події і життя в минулому, фантастичних світах. Вперше відбувся 2007 року.
- На таборі дають нагороду ввигляді: за перший табір срібну нашивку, за третій  - золоту нашивку, а за 5 видають металічну медальку.
- На таборі крім однострою і зручного одягу треба мати рольовий одяг.
- Підчас таборування всіх учаників поділяють на 4 під-табора, кожен табір, як окрема країна. вони можуть конфліктувати і створювати угоди.
- Тривалість табора змінюється кожного року. Більше 10 днів, менше 16.
- організований 5-им куренем УСП та 20-им куренем УПС "Орден Хрестоносців" та Референтурою Рольового Руху.